# 紅唇厚大蛤
紅唇厚大蛤（学名：Codakia paytenorum），又名紅唇满月蛤、佩特厚大蛤，是满月蛤科厚大蛤屬的一种。

## 分佈
本物種分佈於越南慶和省、寧順省及台灣的屏東縣恆春半島、高雄、東沙島、澎湖。